# 纽子花属
纽子花属（学名：Vallaris）是夹竹桃科下的一个属，为缠绕状灌木植物。该属共有10种，分布于亚洲热带和亚热带地区。